# رنگین‌کمان ماهی دریاچه کوتوبو
رنگین کمان ماهی دریاچه کوتوبو (نام علمی: Melanotaenia lacustris) گونه‌ای ماهی از خانواده رنگین‌کمان ماهی‌ها است. این گونه به رنگین‌کمان فیروزه‌ای نیز معروف است. رنگین‌کمان ماهی دریاچه کوتوبو یکی از ۱۳ گونه ماهی بومی دریاچه کوتوبو است، این دریاچه در سیستم رودخانه کیکوری در پاپوآ گینه نو قرار دارد.